# Wesley Crusher
Wesley Crusher es un personaje ficticio de la serie Star Trek: La Nueva Generación, es el hijo de la doctora Beverly Crusher. Obtuvo el rango de cadete en funciones de la mano del capitán Jean-Luc Picard, el personaje es interpretado por el actor Wil Wheaton.

## Biografía
Picard inicialmente encontró a Wesley Crusher irritante, como a menudo se sentía incómodo en torno a todos los niños. En los primeros episodios de la serie, Picard no permitía que Wesley entrara en el puente de la nave. Sin embargo todo empezó a cambiar a partir del episodio 6, cuando el Viajero apareció e hizo constatar al capitán, que Wesley era un genio en el ámbito de todo relacionado al espacio, energía y tiempo y como tanto también de la nave misma. 
Por eso le nombró alférez honorario y le dio así la posibilidad de estar en el puente, que él abrazó con mucho entusiasmo. A través de la evolución de la serie Picard se da de esa manera cuenta que el Viajero tiene razón con su análisis y que Crusher entiende muchas cosas más allá de su edad y que ha heredado el alto nivel de inteligencia de su madre, mientras que el propio Crusher también aprende a superar su animosidad inicial hacia Picard tras la muerte de su padre. 
Al intentar entrar en la Academia de la Flota Estelar, obtuvo una nota por debajo de lo esperado, y decidió quedarse en el Enterprise-D. En la siguiente ocasión en la que intentó acceder a la Academia, decidió acudir al rescate de miembros de la tripulación en lugar de hacer el examen. Picard le otorgó el rango completo de alférez poco después. Al año siguiente se le invitó a volver a hacer el examen y fue admitido finalmente. Permaneció en la Academia durante varios años hasta que un explorador alienígena llamado El Viajero le llevó consigo para explorar otros planos de la realidad. En la película de Star Trek: némesis aparece con el rango de teniente junior. Vuelve a aparecer en la Serie Star Trek: Picard en la segunda temporada reclutando a gente para formar parte de los Viajeros.